# 秋田県道66号十二所花輪大湯線
秋田県道66号十二所花輪大湯線（あきたけんどう66ごう じゅうにしょはなわおおゆせん）は、秋田県大館市から鹿角市までの県道（主要地方道）である。

## 概要
当県道の起点は、国道103号大館バイパスの起点であり、バイパスとは側道（ランプ）で接続する。起点から約800メートルで左折（南進）し、別所集落を抜けると山間部に入る。竜ヶ森の南を通ると、史跡 尾去沢鉱山があり山間部を抜けたあと道が平坦になり、米代川、JR東日本 花輪線を交差して国道282号交点に至る。
国道282号と交差し、鹿角市花輪市街地を国道282号に並行しながら北上、花輪市街地を抜けると北東方向に進路を変える。東北自動車道を立体交差し、大湯環状列石の野中堂と万座の間を通り過ぎると、国道103号の南を並行しながら、終点で国道103号に合流する。
2021年に大湯環状列石を含む「北海道・北東北の縄文遺跡群」が世界遺産に登録されたことを機に、大湯環状列石を分断している箇所を迂回するルートが検討されている。

### 路線データ
- 総延長 : 30.135 km[4]
- 実延長 : 30.115 km[4]
- 起点 : 秋田県大館市十二所字折橋196番1（国道103号交点）[5]
- 終点 : 秋田県鹿角市十和田大湯字上の湯27番7（国道103号交点）[5]
- 未供用区間 : なし[4]

## 歴史
- 1993年（平成5年） 5月11日 - 建設省から、県道十二所花輪線・県道大湯花輪線の一部が十二所花輪大湯線として主要地方道に指定される[6]。
- 1994年（平成6年）4月1日 - 主要地方道に指定された区間が秋田県道に認定される[5]。
- 2002年（平成14年）1月8日 - 鹿角市花輪字高市向42番2地先から鹿角市花輪字川原田33番3地先まで供用する[7]。
- 2011年（平成23年）12月20日 - 鹿角市尾去沢字田綱60番から20番1まで供用する[8]。
- 2012年（平成24年）6月5日 - 鹿角市花輪字柴切田12番4から鹿角市花輪字下タ町101番1まで供用する[9]。

## 路線状況

### 冬期閉鎖区間
- なし[10]

### 交通不能区間
- なし[11]

### 道路施設
- 道の駅かづの（鹿角市花輪交点・国道282号を200メートル南）

## 地理

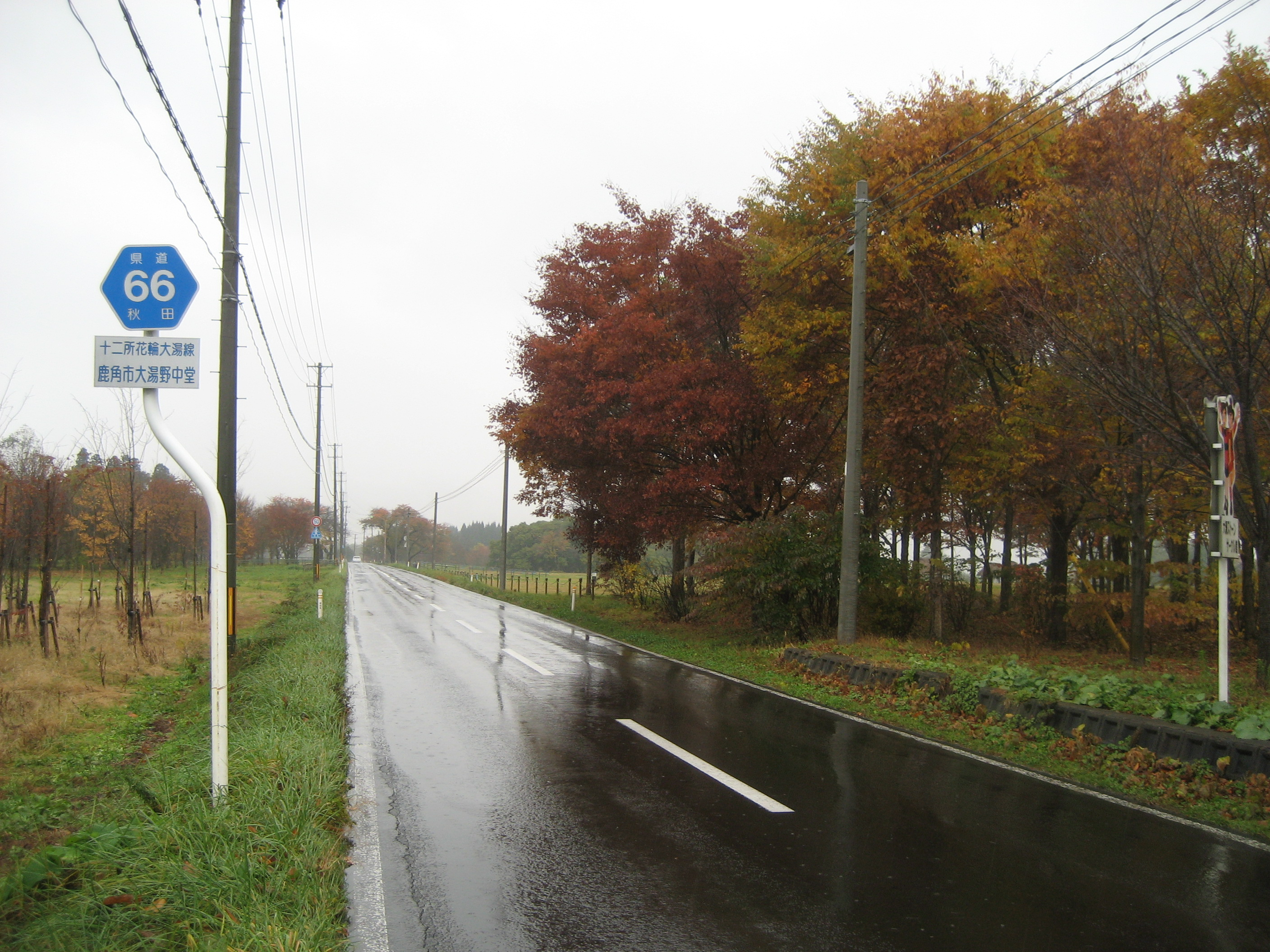
鹿角市野中堂付近

### 通過する自治体
- 大館市 - 鹿角市

### 交差する道路
| 施設名     | 接続路線名                                          | 備考          | 所在地                                                             |
| ---------- | --------------------------------------------------- | ------------- | ------------------------------------------------------------------ |
| ランプ     | 国道103号大館バイパス （=国道104号・国道285号重複） | 起点          | 大館市十二所字折橋                                                 |
|            | 秋田県道191号根瀬尾去沢線                           | 県道191号終点 | 鹿角市尾去沢字山根北緯40度11分2.35秒 東経140度46分43秒             |
| 舟場交差点 | 国道282号                                           |               | 鹿角市花輪字上花輪北緯40度11分1.34秒 東経140度47分12.58秒          |
|            | 秋田県道195号田山花輪線                             |               | 鹿角市花輪字下タ町北緯40度12分1.62秒 東経140度47分39.88秒          |
|            | 鹿角広域農道                                        |               | 鹿角市十和田大湯字一本木後ロ北緯40度16分30.1秒 東経140度48分28.0秒 |
|            | 国道103号 （=国道104号重複）                        | 終点          | 鹿角市十和田大湯字上の湯                                           |

### 沿線の施設
- 史跡 尾去沢鉱山（旧称：マインランド尾去沢）
- 尾去沢郵便局
- 鹿角市立尾去沢中学校
- 関善賑わい屋敷
- 東北銀行鹿角支店
- 花輪郵便局
- JR東日本 花輪線 鹿角花輪駅
- 秋田銀行花輪支店
- 北日本銀行鹿角支店
- 北都銀行鹿角支店
- 鹿角市役所・花輪支所
- 鹿角市立花輪中学校
- いとく鹿角ショッピングセンター
- かづの農業協同組合柴平支所
- 大湯環状列石
- 大湯温泉